# Xanthoneuria fulva
Xanthoneuria fulva is een steenvlieg uit de familie borstelsteenvliegen (Perlidae). De wetenschappelijke naam van de soort is voor het eerst geldig gepubliceerd in 1907 door Klapálek.